# Wenham Parva
Wenham Parva est une paroisse civile d'Angleterre, au Royaume-Uni, située dans le district de Babergh, comté du Suffolk. Sa population était de 20 habitants en 2005, ce qui en fait la paroisse la moins peuplée du Suffolk, aux côtés de South Cove, Wangford et Wordwell.